# Coral Club
Coral Club — міжнародна компанія, яка займається розповсюдженням БАД і товарів для здоров'я. Продукція компанії виробляється в таких країнах: США, Канаді, Німеччині, Вірменії, Норвегії, Франції, Японії, Тайвані та Південній Кореї. Філії компанії представлені в 35 країнах, а доставка продукції здійснюється до 175 країн світу.

## Історія
Компанія почала свою роботу в 1998 році в Торонто, Канада з просування ключового продукту Alka-Mine для поліпшення фізіологічних властивостей води.
У 1999 році Ерік Меграбян став бізнес-партнером Леоніда Лаппа і співвласником Coral Club. Цього ж року Рольф Ерікссон, власник прав на Alka-Mine по всьому світу, передав ексклюзивні права на продаж Alka-Mine (пізніше Coral-Mine) компанії Coral Club. І у цьому ж році партнером Coral Club стає компанія «Royal Body Care».
У листопаді 2000 року у компанії з'явились нові продукти: дієтичні добавки, харчові добавки, товари для краси, антивікові засоби, товари для дому тощо.
У 2008 році власники компанії Леонід Лапп і Ерік Меграбян вирішили розвивати продукти виключно під власною торговою маркою. Загальна кількість партнерів-дистриб'юторів Coral Club 2008 року збільшилася на 25 %. У 2019 році зростання кількості нових клієнтів Coral Club склало 20%.
У 2019 року компанія представила ліпосомальні продукти для пострадянських держав.
У 2020 році у власності компанії Coral Club налічувалося 288 магазинів, а доставка продукції здійснювалася в 175 країн світу. Асортимент продукції становив більш ніж 170 товарів для здоров'я, краси та домашнього вжитку вироблених у США, Канаді, Німеччині, Вірменії, Норвегії, Франції, Японії, Тайвані та Південній Кореї. У 2021—2022 роках Coral Club реалізував три великих онлайн-проекти і створив власну платформу для проведення онлайн-заходів. Загальне охоплення діджитал-проєктів компанії склало близько 3 млн осіб.

## Наукові дослідження
Дослідження антиоксидантної активності ряду харчових продуктів та біологічно активних добавок показало високу ефективність продукту від Coral Club, який 14,2 рази був ефективнішим за стандарт (кверцетин) , Alka-Mine показав ефективність на рівні 0,33 мг/г порівняно зі стандартом. Також проводилися наукові дослідження впливу продуктів компанії на окисно-відновний потенціал питної води. Результатами досліджень було показано, що при обробці води кораловим кальцієм її окисно-відновний потенціал зміщується на оптимальне значенням для міжклітинних рідин тканин організму.

## Методика роботи
Coral Club використовує прямі продажі та багаторівневий маркетинг з багаторівневою системою компенсацій як бізнес-модель та взаємодії всередині мережі. Маркетинговий план Coral Club надає можливість отримувати винагороду від щомісячного обороту. Також, передбачені додаткові бонусні програми від щомісячного товарообігу.
В компанії також діє академія для підвищення кваліфікації партнерів.

## Нагороди
- 2006 рік — мінеральна композиція «АЛКА-МАЙН» отримала почесну медаль «За внесок у зміцнення здоров'я нації» імені І. І. Мечникова.[2]
- 2019 рік — вітамінно-мінеральний комплекс нового покоління Yummy Vits Orange від Coral Club отримав міжнародну нагороду «Інноваційний продукт року».[2]

## Власники та керівництво
Президент і засновник компанії Леонід Лапп.
Генеральний директор Coral Club Ерік Меграбян, став партнером Леоніда Лаппа одразу після створення компанії.